# Darja Czikrizowa
Darja Siergiejewna Czikrizowa (ur. 9 czerwca 1990 w Niżnym Nowogrodzie) – rosyjska siatkarka, grająca na pozycji libero. Od sezonu 2019/2020 występuje w drużynie Urałoczka Jekaterynburg.

## Sukcesy klubowe
Puchar Rosji:
- 2008, 2011, 2013

Mistrzostwo Rosji:
- 2012, 2013
- 2020

## Sukcesy reprezentacyjne
Mistrzostwa Świata Kadetek:
- 2007

Puchar Świata:
- 2019